# Хмара, Степан Ильич
Степа́н Ильи́ч Хма́ра (укр. Степан Ількович Хмара; 12 октября 1937, Бобятин, Львовское воеводство — 21 февраля 2024, Киев) — украинский политический деятель, советский диссидент и политзаключённый, один из основателей Украинской республиканской партии, Герой Украины (2006).

## Биография
Родился 12 октября 1937 года в селе Бобятин Львовского воеводства Польши (с 1939 года Львовская область Украины).
После окончания школы работал в течение четырёх лет водителем, после чего поступил на стоматологический факультет Львовского медицинского института, который окончил в 1964 году. Живо интересуясь диссидентским движением, Степан Хмара стал распространителем самиздата. В 1972 году он начал принимать участие в выпуске подпольного журнала «Украинский вестник». В 1975 году правоохранительными органами была предпринята первая попытка ареста Степана Хмары. Дело было закрыто в связи с отсутствием доказательств преступления.
31 марта 1980 года, однако, Степана Хмару всё-таки арестовали. 24 декабря он был приговорён к семи годам лишения свободы и пяти годам ссылки по статьям 62 ч. 1 «антисоветская агитация и пропаганда» и 150 «Частнопредпринимательская деятельность с использованием государственных, кооперативных или иных общественных форм» УК УССР. Срок Степан Хмара отбывал в Пермской области (колонии «Пермь-35» и «Пермь-36»). Выйдя в 1987 году на свободу, он принимал активное участие в воссоздании Украинской Хельсинкской группы.
Весной 1990 года Степан Хмара был избран депутатом Верховной рады Украины от Индустриального (№ 261) избирательного округа. За него отдали свои голоса 63,61 % избирателей. В апреле 1990 года Степан Хмара вместе со Львом Лукьяненко и Михаилом Горынем создал Украинскую республиканскую партию, заместителем главы которой он и был избран.
В ноябре 1990 года Степан Хмара был опять арестован и находился в заключении до апреля 1991 года. Он обвинялся в нападении на представителя милиции. Эта акция получила название «Дело Хмары».
На прошедшем 1—2 мая 1992 III съезде УРП Степан Хмара заявил о своём выходе из партии. Вместе с ним ряды УРП покинули радикальные представители этой партии. После этого Степан Хмара и группа его сторонников создали Украинскую консервативную республиканскую партию (УКРП), главой которой он и был избран.
На прошедших 27 марта 1994 года парламентских выборах Степан Хмара одержал свою наибольшую политическую победу. От Железнодорожного (№ 261) избирательного округа, от которого баллотировался Степан Хмара, также являлся кандидатом и глава конкурирующей УРП Михаил Горынь. Степан Хмара победил своего противника с отрывом в 29,48 % голосов, набрав 54,41 %.
В преддверии парламентских выборов в марте 1998 года УКРП создала предвыборный блок вместе с УРП и КУН. Блок получил название «Национальный фронт». Степан Хмара шёл третьим по списку блока. Блок не преодолел, однако, четырёхпроцентный барьер, и Степан Хмара в Верховную раду не прошёл. Одновременно он участвовал в выборах от одномандатного избирательного округа № 116. Однако и здесь Степан Хмара проиграл, уступив кандидату от НРУ.
13 сентября 1998 года Степан Хмара участвовал в перевыборах в одномандатном избирательном округе № 97. Однако и здесь он потерпел поражение. 5 июня 2000 года он опять принял участие в перевыборах в одномандатном избирательном округе № 115. И здесь он занял лишь третье место (6,10 % голосов).
15 декабря 2001 года УКРП самораспустилась, и её члены перешли в «Батькивщину». Степан Хмара стал заместителем главы «Батькивщины» Юлии Тимошенко. Таким образом Степан Хмара участвовал в парламентских выборах 31 марта 2002 под номером 10 избирательного списка БЮТ.
Будучи народным депутатом, в 2003 году участвовал в захвате Лукьяновского СИЗО, в связи с чем на Хмару и его коллег прокуратура завела уголовное дело по статьям 341, 343 и 345 Уголовного кодекса Украины. Заместитель генерального прокурора Украины Виктор Шокин в июне заявил о намерении его ведомства направить в Верховную раду представление о привлечении к уголовной ответственности Степана Хмары, Александра Турчинова и Николая Рудьковского. По словам прокурора, депутаты зашли в СИЗО, обругали сотрудников и применили физическую силу. Они требовали освобождения Геннадия Тимошенко и Антонины Болюры.
Уголовное дело с самого начала не могло быть доведено до конца в связи с нежеланием депутатов Верховной рады лишать своих коллег неприкосновенности. В частности, председатель Верховной рады Владимир Литвин назвал «пропагандистским шагом» заявление Шокина и сказал, что заявление «будет бесперспективной потугой». Лидер партии и фракции «Наша Украина», выигравшей парламентские выборы, будущий президент Украины Виктор Ющенко заявил, что его депутаты не поддержат привлечение к уголовной ответственности Тимошенко, Турчинова и Хмары.
Весной 2005 года Степан Хмара вышел из «Батькивщины» и стал членом УНП. На парламентских выборах 26 марта 2006 года он участвовал под номером 13 избирательного списка «Украинского народного блока Костенко и Плюща». Так как блок выборы проиграл, то и Степан Хмара в парламент не прошёл.
30 сентября 2007 года Хмара принял участие в парламентских выборах под номером 94 предвыборного списка блока партий «Наша Украина — Народная Самооборона», в который вошла УНП. В Верховную раду прошли, однако, только кандидаты этой политической силы от номера 1 до номера 72 включительно.
Степан Хмара — автор книг «Этноцид украинцев в СССР» и «Генеральный погром».

## Болезнь и смерть
В сентябре 2023 года был госпитализирован в венскую клинику. Умер 21 февраля 2024 года в возрасте 86 лет в Киеве. В последнее время он лечился от онкологического заболевания.

## Награды
- Звание Герой Украины с вручением ордена Державы (19 августа 2006 года) — за выдающиеся личные заслуги в борьбе за возрождение независимости украинской государственности, приверженность идеалам свободы и демократии[9]
- Орден Свободы (25 ноября 2008 года) — за гражданское мужество, самоотверженность в борьбе за утверждение идеалов демократии и по случаю Дня Свободы[10]
- Орден князя Ярослава Мудрого V степени (11 октября 2007 года) — за бескомпромиссность и твёрдость воли в борьбе за независимость Украины и по случаю 70-летия со дня рождения[11]
- Почётный гражданин Тернополя